# Ivo Oliveira (calciatore)
Ivo Fílipe da Costa Oliveira (Porto, 4 novembre 1980) è un ex calciatore portoghese, di ruolo portiere.

## Carriera
Nella stagione 2001-2002 ha giocato 15 partite in massima serie con il Salgueiros.